# Tóth Attila (műkorcsolyázó)
Tóth Attila Tibor (Budapest, 1965. április 12. –) hétszeres magyar bajnok, olimpiai hetedik, Európa- és világbajnoki negyedik helyezett jégtáncos, üzletember.

## Életpályája
Már gyerekkorában nagyon tehetséges jégtáncos volt, csodagyerekként emlegették. Négyévesen a Bp. Spartacus versenyzőjévé vált. Legelső mestere, Jurek Aurélné keze alatt hamar serdülő bajnokká vált.
1975 és 1977 között családjával együtt Afrikában élt. 1979-ben ismerkedett meg későbbi feleségével, Engi Klárával. A párost Berecz Ilona tréningezte egészen 1988-ig. A következő évtől Betty Callaway vette át a páros mentorálását. 1992-ben a csúcson abbahagyta profi pályafutását.

## Eredményei

### Hazai eredményei
- Magyar bajnok (1985–1992)
- Nemzeti válogatott (1984–1992)

### Legjobb nemzetközi eredményei
- Világbajnoki 4. hely (1989, 1991)
- Európa-bajnoki 4. hely (1989–1991)
- Olimpiai 7. hely (1990, 1992)
- Profi világbajnoki 3. hely (1992)